# Myrcia clusiifolia
Myrcia clusiifolia är en myrtenväxtart som först beskrevs av Carl Sigismund Kunth, och fick sitt nu gällande namn av Dc.. Myrcia clusiifolia ingår i släktet Myrcia och familjen myrtenväxter. Inga underarter finns listade i Catalogue of Life.